# Massimiliano Eroli
Massimiliano Eroli (Roma, 4 dicembre 1976) è un ex nuotatore italiano.

## Carriera
Ha iniziato nel nuoto agonistico come farfallista e mistista vincendo a partire dalla metà degli anni 1990 una dozzina di campionati italiani e ha fatto parte della squadra nazionale nei più importanti campionati in vasca lunga: nel 1997 ha vinto l'oro nei 400 m misti e il bronzo nei 200 m farfalla ai Giochi del Mediterraneo di Bari: vanta anche tre partecipazioni agli europei giungendo due volte in finale, e la convocazione ai mondiali del 1998 a Perth e ai giochi olimpici del 2000 a Sydney.
Dopo il 2003 ha rivoluzionato la sua carriera natatoria passando alla disciplina del nuoto per salvamento, dove si è dimostrato subito competitivo tanto da essere convocato per i campionati mondiali del 2004 che si svolgevano quell'anno a Viareggio, entrando in quattro finali e vincendo la medaglia di bronzo nella staffetta mista.
L'anno dopo si è dimostrato quello di maggior successo: a luglio ha conquistato altre quattro finali e soprattutto due medaglie ai giochi mondiali di Duisburg nella staffetta con ostacoli e nella gara nel frangente; ha completato l'ottima annata l'argento vinto nei 200 metri con ostacoli ai campionati europei di Lubecca. Nel 2006 partecipa ancora ai campionati mondiali, questa volta in Australia a Geelong dove riesce ancora a vincere l'argento nella staffetta mista.

## Palmarès

### Palmarès nel nuoto per salvamento
- Giochi mondiali 2005 - Duisburg  Germania

Gara nel frangente:  Argento
200m con ostacoli: 4º - 2'00"61
4x50m staffetta con ostacoli:  Bronzo: 1'44"79
staffetta con torpedo: 8º
- Campionati mondiali 2004 - Viareggio  Italia

200m con ostacoli: 6º - 2'01"62
4x50m Staffetta mista:  Bronzo: 1'34"98
4x50m staffetta con ostacoli: 5º - 1'44"11
Staffetta con torpedo: 6º
- Campionati mondiali 2006 - Geelong  Australia

200m con ostacoli: 8º - 2'03"78
4x50m Staffetta mista:  Argento: 1'33"63
- Campionati europei 2005 - Lubecca  Germania

Gara nel frangente: 7º
200m con ostacoli:  Argento: 2'00"31

### Palmarès nel nuoto
| Giochi Olimpici         | 200 m farfalla            | 400 m misti             |
| 2000 Sydney Australia   | 30º in batteria 2'01"32   | 19º in batteria 4'22"85 |
| Campionati del mondo    | 200 m farfalla            | 400 m misti             |
| 1998 Perth Australia    | 7º in finale B 2'00"79    | ---                     |
| Campionati europei      | 200 m farfalla            | 400 m misti             |
| 1997 Siviglia Spagna    | 6º 1'59"81                | 1º in finale B 4'22"74  |
| 2000 Helsinki Finlandia | 13º in semifinale 2'00"87 | 7º 4'24"31              |
| 2002 Berlino Germania   | 20º in batteria 2'03"14   | 15º in batteria 4'28"66 |
| Giochi del Mediterraneo | 200 m farfalla            | 400 m misti             |
| 1997 Bari Italia        | Argento 2'01"00           | Oro 4'22"82             |
| Europei giovanili       | 200 m farfalla            | 400 m misti             |
| 1993 Istanbul Turchia   | ---                       | 4º 4'31"34              |

#### Altri risultati
- Vincitore della Coppa del Mondo dei 400m misti nel 2000
- Vincitore della Coppa del Mondo dei 200m farfalla nel 2000

- Campionati mondiali militari 1998 - Roma  Italia:

 Bronzo nei 200m farfalla
 Oro nei 400m misti

#### Campionati italiani
12 titoli individuali e 2 in staffette, così ripartiti:
- 8 nei 200 m farfalla
- 4 nei 400 m misti
- 2 nella staffetta 4 x 50 m mista

prima del 1997 la tabella è incompleta
- nd = non disputata

| Anno | Edizione    | st.libero 4x200 m | farfalla 200 m | misti 200 m | misti 400 m | mista 4x50 m | mista 4x100 m |
| ---- | ----------- | ----------------- | -------------- | ----------- | ----------- | ------------ | ------------- |
| 1995 | Primaverili | -                 | 1              | -           | -           | nd           | -             |
| 1996 | Primaverili | -                 | 3              | 3           | 2           | nd           | -             |
| 1997 | Primaverili | -                 | 1              | -           | 1           | nd           | 2             |
| 1997 | Estivi      | -                 | 1              | -           | 2           | nd           | -             |
| 1998 | Estivi      | -                 | 2              | 2           | 1           | nd           | -             |
| 1998 | Invernali   | nd                | -              | -           | 1           | nd           | nd            |
| 1999 | Primaverili | -                 | 1              | -           | 2           | nd           | -             |
| 1999 | Estivi      | 3                 | -              | -           | 3           | nd           | -             |
| 1999 | Invernali   | nd                | 1              | -           | 1           | nd           | nd            |
| 2000 | Primaverili | -                 | 1              | -           | 2           | nd           | -             |
| 2000 | Invernali   | nd                | 2              | -           | -           | 1            | nd            |
| 2001 | Primaverili | -                 | 1              | -           | 2           | nd           | 2             |
| 2001 | Invernali   | nd                | -              | -           | 2           | 1            | nd            |
| 2002 | Primaverili | -                 | 1              | -           | -           | nd           | -             |
| 2002 | Estivi      | -                 | -              | -           | -           | nd           | 2             |
| 2002 | Invernali   | nd                | 2              | -           | -           | -            | nd            |